# Meore Gudava
Meore Gudava (en georgiano: მეორე გუდავა) o Primorsk (en abjasio: Приморск) es un pueblo que pertenece a la parcialmente reconocida República de Abjasia, dentro del distrito de Gali, aunque de iure es parte del municipio de Gali de la República Autónoma de Abjasia de Georgia.

## Geografía
Meore Gudava se encuentra en la costa del mar Negro, situada a 20 km al oeste de Gali. Limita con Achigvara (distrito de Ochamchire, separados por el canal Eristskali Arji) en el norte, en el este está Repo-Eceri; y el pueblo de Kvemo Barguebi en el sur. En todos los demás lados, donde no hay mar, el pueblo está rodeado de densos bosques y pantanos.

## Historia
Los inicios de este pueblo se remontan a finales de la década de 1950, cuando se estableció a orillas del Mar Negro un lugar de trabajo aislado y escondido en medio de un gran bosque del Instituto de Investigación de Irrigación y Recuperación de toda la Unión Soviética, que se encargó de veinte obras similares en otras partes de la Unión Soviética. Al principio, solo se creó una ciudad de tiendas de campaña para el personal del instituto de investigación en la playa del pueblo actual. Más tarde, se mejoró la comodidad de los empleados y se reemplazaron las tiendas de campaña por caravanas o vagones, a lo que le siguió la construcción de casas prefabricadas de cuatro a siete pisos junto con tiendas, escuelas, hoteles, restaurantes, bares, oficinas de correos, etc. Hasta 3.000 personas inmigraron aquí y hubo hasta 15.000 ciudadanos soviéticos durante la temporada turística.
Tras el colapso de la Unión Soviética, Meore Gudava sufrió mucho ya que recibía apoyo financiero directamente de Moscú. Por lo tanto, las condiciones de vida aquí se deterioraron mucho (a mayoría de las empresas locales quebraron). La población de habla rusa (mayoría en el pueblo)  sufrió durante la guerra de Abjasia (1992-1993), huyendo una gran parte a Rusia. Según los acuerdos de Moscú de 1994 sobre el alto el fuego y la división de las partes beligerantes, el distrito de Gali se integró en la zona de amortiguamiento, donde la seguridad de las fuerzas de paz de la CEI se ocupaba de la seguridad dentro de la misión UNOMIG. Las fuerzas de paz abandonaron Abjasia después de que Rusia reconociera su independencia en 2008.
Después de la guerra, el pueblo y sus alrededores se convirtieron en un lugar muy peligroso porque que no tenía electricidad ni calefacción, no había trabajo y había bandas criminales. Debido a esto, incluso aquellos que se quedaron aquí después de la guerra se fueron (el último habitante se mudó en 1998). Con el tiempo los habitantes comenzaron a regresar al pueblo y las granjas comenzaron a surgir aquí. En 2016, al menos se devolvió la electricidad a Meore Gudava pero in embargo, debido a la falta de mantenimiento a largo plazo, Primorsk continúa decayendo.

## Demografía
La evolución demográfica de Meore Gudava entre 1989 y 2011 fue la siguiente:
| 2403                                                | 101 |
| (Fuente: Population of Abkhazia since Soviet times) |     |

La población ha disminuido enormemente tras la guerra de Abjasia pero su composición no ha variado, siendo inmensamente mayoritarios los georgianos étnicos.
|              | 2011      | 2011       |
| Grupo étnico | Población | Porcentaje |
| ------------ | --------- | ---------- |
| Georgianos   | 65        | 64,4%      |
| Abjasios     | 3         | 3%         |
| Rusos        | 20        | 19,8%      |
| Ucranianos   | 3         | 3%         |
| Armenios     | 1         | 1%         |
| Total        | 101       | 100%       |